# Saubole
Saubole is een gemeente in het Franse departement Pyrénées-Atlantiques (regio Nouvelle-Aquitaine) en telt 120 inwoners (2009). De plaats maakt deel uit van het arrondissement Pau.

## Geografie
De oppervlakte van Saubole bedraagt 5,1 km², de bevolkingsdichtheid is dus 23,5 inwoners per km².
De onderstaande kaart toont de ligging van Saubole met de belangrijkste infrastructuur en aangrenzende gemeenten.

## Demografie
Onderstaande figuur toont het verloop van het inwonertal (bron: INSEE-tellingen).